# Воеводина
Воево́дина (серб. Војводина / Vojvodina, венг. Vajdaság, словац. Vojvodina, рум. Voivodina, русин. Войводина, хорв. Vojvodina; официально — Автоно́мный край Воево́дина) — автономный край Сербии, расположенный севернее Дуная в пределах южной части Среднедунайской низменности. Площадь края составляет 21 532 км², население, по данным переписи 2011 года, — 1 931 809 человек или 26,9 % от общего населения Сербии. В Воеводине проживают представители 26 этносов, в крае на официальном уровне используются шесть языков.
Воеводина на севере граничит с Венгрией, на западе — с Хорватией, на юго-западе — с Боснией и Герцеговиной (Республикой Сербской), на востоке — с Румынией. Южная граница края представляет собой административную границу с округом Белграда и Центральной Сербией и большей частью пролегает по рекам Сава и Дунай. Административным центром края и его самым крупным городом является Нови-Сад. Другие крупные города — Суботица, Зренянин и Панчево.

## География
Среднедунайская низменность имеет здесь слабо расчленённый рельеф (высота 70-250 м). На юго-западе края возвышается изолированный кряж Фрушка-Гора (высота до 539 м), на юго-востоке — отрог Южных Карпат (высота до 641 м). Климат умеренный, континентальный. Средняя температура июля 22—24 °C, января от −1,2 до 2,6 °C. Осадков 550—750 мм в год. Крупные реки: Дунай, Тиса, Тамиш. Преобладают ландшафты чернозёмных степей, благодаря чему Воеводина является житницей всей Сербии. Кроме выращивания зерновых и технических культур в крае развито садоводство, виноградарство и мясо-молочное животноводство.

## История

### Древние времена и средние века
В VI веке территория современной Воеводины была заселена славянами, в конце IX века сюда пришли венгры и позднее эти земли вошли в состав Венгерского королевства.
С ослаблением Венгерского государства территория находилась под властью Османской империи (1521—1718) и Габсбургской монархии (1699—1918).
Во время революции 1848—1849 годов в Венгрии на территории Воеводины происходили антифеодальные выступления сербских крестьян. В мае 1848 года народная скупщина ряда комитатов Южной Венгрии, населённых сербами, провозгласила автономию Воеводины, однако венгерское революционное правительство отказалось её признать. В середине XIX века, в результате объединения Срема, Баната и Бачки было создано герцогство «Воеводство Сербия и Темешварский банат» (отсюда название Воеводины: серб. Војводина, нем. Herzogtum — «герцогство»), существовавшее до 1860 года. Титул «воевода» принадлежал австрийскому императору, а вице-воеводой был назначен австрийский генерал.

### XX век
В 1918 году территория Банат, Бачка и Баранья вошла в состав Королевства сербов, хорватов и словенцев (КСХС), а после переименования его в Королевство Югославия, по новому административно-территориальному делению из земель Воеводины была сформирована Дунайская бановина с центром в городе Нови-Сад.
В период Второй мировой войны, после капитуляции Югославии в 1941 году, бо́льшая часть Воеводины была поделена между хортистской Венгрией и усташской Хорватией, а в исторической области Банат была образована автономная немецкая колония. В октябре 1944 года советские войска освободили территорию Воеводины, и 31 июля в Нови-Саде скупщина (парламент) Воеводины провозгласила создание Автономного края Воеводина в составе Федерального государства Сербия, входящего в Демократическую Федеративную Югославию (с 29 ноября 1945 года — в составе Народной Республики Сербии, входящей в ФНРЮ).
В 1963 году ФНРЮ была переименована в СФРЮ, а Автономный край Воеводина в Социалистический автономный край Воеводина, коим он и оставался до распада Югославии. 4 октября 1988 года в Бачка-Паланке толпа потребовала отставки правительства Воеводины. На следующий день Слободан Милошевич возглавил народный поход на Нови-Сад. Югославская народная армия отказалась разгонять шествие и власти Воеводины ушли в отставку. После одностороннего провозглашения независимости Косова Воеводина стала единственной автономией, полностью контролируемой Сербией.

### Автономизм
В 2011 году в Сербии был принят закон о статусе Воеводины, согласно которому край получил значительную автономию: право на самостоятельную бюджетно-налоговую политику, на создание своего правительства и собственного банка.

## Народы
Население Воеводины составляет 1 740 230 человек (2022).
| Народность                | Национальный состав согласно переписи 2022 года | Национальный состав согласно переписи 2022 года |
| Народность                | Человек                                         | %                                               |
| ------------------------- | ----------------------------------------------- | ----------------------------------------------- |
| Сербы                     | 1 190 785                                       | 68,43 %                                         |
| Венгры                    | 182 321                                         | 10,48 %                                         |
| Цыгане                    | 40 938                                          | 2,35 %                                          |
| Словаки                   | 39 807                                          | 2,29 %                                          |
| Хорваты                   | 32 684                                          | 1,88 %                                          |
| Румыны                    | 19 595                                          | 1,13 %                                          |
| Югославы                  | 12 438                                          | 0,71 %                                          |
| Черногорцы                | 12 424                                          | 0,71 %                                          |
| Русины                    | 11 207                                          | 0,64 %                                          |
| Буневцы                   | 10 949                                          | 0,63 %                                          |
| Македонцы                 | 7021                                            | 0,4 %                                           |
| Русские                   | 4208                                            | 0,24 %                                          |
| Украинцы                  | 3133                                            | 0,18 %                                          |
| Муслимане                 | 2419                                            | 0,14 %                                          |
| Немцы                     | 1985                                            | 0,11 %                                          |
| Албанцы                   | 1935                                            | 0,11 %                                          |
| Словенцы                  | 1291                                            | 0,07 %                                          |
| Горанцы                   | 1283                                            | 0,07 %                                          |
| Болгары                   | 1123                                            | 0,06 %                                          |
| Боснийцы                  | 718                                             | 0,04 %                                          |
| Влахи                     | 185                                             | 0,01 %                                          |
| Региональная идентичность | 9985                                            | 0,57 %                                          |
| Остальные                 | 8024                                            | 0,46 %                                          |
| Неизвестно                | 70 339                                          | 4,04 %                                          |
| Не указано                | 73 433                                          | 4,22 %                                          |
| Всего                     | 1 740 230                                       | 100 %                                           |

Существует тенденция к сокращению численности венгров, хорватов и словенцев. Например, по переписи 1948 года в Воеводине проживал 1,641 млн человек, в том числе: 841,2 тыс. сербов, 428,9 тыс. венгров, 134,2 тыс. хорватов, 30,6 тыс. черногорцев, 9,1 тыс. македонцев, 7,2 тыс. словенцев, 500 албанцев.
По переписи 2022 года 70,6 % населения исповедовало православие, 14 % католицизм, 2,7 % протестантизм, 0,9 % ислам, тогда как 1,4 % отнесли себя к атеистам.

## Административное деление
| Округ                   | Центр округа      | Общины | Площадь (км2) | Население (2022) |
| ----------------------- | ----------------- | --- | ------------- | ---------------- |
| Средне-Банатский округ  | Зренянин          | Зренянин, Нови-Бечей, Нова-Црня, Сечань, Житиште                                                                       | 3,256         | 187,667          |
| Северно-Бачский округ   | Суботица          | Суботица, Бачка-Топола, Мали-Иджёш                                                                                     | 1,784         | 186,906          |
| Северно-Банатский округ | Кикинда           | Кикинда, Ада, Чока, Канижа, Нови-Кнежевац, Сента                                                                       | 2,329         | 147,770          |
| Южно-Бачский округ      | Нови-Сад          | Нови-Сад, Бач, Бачка-Паланка, Бачки-Петровац, Бечей, Беочин, Врбас, Србобран, Сремски-Карловци, Темерин, Тител, Жабаль | 4,016         | 615,371          |
| Южно-Банатский округ    | Панчево           | Панчево, Алибунар, Бела-Црква, Ковачица, Ковин, Опово, Пландиште, Вршац                                                | 4,245         | 293,730          |
| Сремский округ          | Сремска-Митровица | Сремска-Митровица, Инджия, Ириг, Печинци, Рума, Шид, Стара-Пазова                                                      | 3,486         | 312,278          |
| Западно-Бачский округ   | Сомбор            | Сомбор, Апатин, Кула, Оджаци                                                                                           | 2,420         | 188,087          |
| Total                   | Total             | Total | 21,500        | 1,931,809        |

## Языки
Официальным языком на всей территории автономного края является сербский. Наравне с ним в скупщине Воеводины с 2002 года официально могут использоваться пять языков: венгерский, словацкий, хорватский, румынский и русинский язык. На местном уровне язык национального меньшинства получает официальный статус, если представители этого меньшинства составляют не менее 15 % населения соответствующей общины. Венгерский язык имеет официальный статус в 30 муниципалитетах Воеводины, словацкий в 13, румынский в 9, русинский в 8, хорватский в 3, чешский в 1. Кроме того, согласно ратифицированной Сербией Европейской хартии региональных языков, официальный статус получил украинский язык.

## Культура
Для сербов Воеводины характерны давние традиции театрального искусства. Уже в 1736 году учениками Карловацком духовном училище была поставлена пьеса на сюжет из сербской истории: «Трагедия, сиречь печальная повесть о смерти последнего царя сербского Уроша V и о падении Сербии». Первый национальный профессиональный сербский театр был открыт также в Воеводине — в 1861 году в Нови-Саде. Его главным руководителем был Йован Джорджевич. Любопытно, что профессиональный театр в самой Сербии появился позже — в 1869 году в Белграде, причём часть актёрского состава в нём изначально было из театра Нови-Сада. Его первым главным руководителем стал тот же Й. Джорджевич, который также открыл в Белграде в 1869 году школу актёрского мастерства.
В крае действует творческая организация Союз писателей Воеводины, насчитывающая свыше 490 членов.